# Westerhüser Gehölz
Das Westerhüser Gehölz war ein Waldgebiet zwischen dem heute zu Magdeburg gehörenden Westerhüsen und dem südlich hiervon gelegenen Frohse, heute ein Stadtteil von Schönebeck (Elbe).

## Lage
Der Wald dehnte sich zumindest im Mittelalter zwischen den beiden Ortschaften aus. Im Osten reichte er zum Teil bis zur Elbe. Westlich ging er in den Bereich des Pötritzer Sumpfes über. Insbesondere im Gebiet um den heutigen Pfingstwiesengraben war der Untergrund des Waldes sumpfig. Die Bäume werden als mächtig beschrieben. Von Nord nach Süd durchzog die Heerstraße Magdeburg-Schönebeck das Waldgebiet.

## Geschichte
Nach der Zerstörung Magdeburgs von 1631 im Dreißigjährigen Krieg erhielt Magdeburg von Schweden die Erlaubnis zum schnellen Wiederaufbau der Stadt Baumaterial auch aus dem Westerhüser Gehölz zu entnehmen. So wurden vor allem viele Eichen gefällt und der Waldbestand deutlich reduziert. Im Laufe des 18. Jahrhunderts verschwand das Gehölz völlig. Der Pfingstwiesengraben legte darüber hinaus die sumpfigen Gebiete bis auf kleine Reste trocken. Heute wird das Areal landwirtschaftlich genutzt.

### Überfall im Jahr 1641
Im Oktober 1641 wurde der restliche Waldbestand zum Kampfschauplatz. Am 9. Oktober zogen schwedische Marodeure auf der Heerstraße aus Richtung Magdeburg nach Schönebeck. Tags zuvor hatten sie in Westerhüsen schwere Verwüstungen angerichtet. Ihnen kam aus Leipzig ein Zug von Kaufleuten entgegen, der von 15 Bewaffneten geschützt wurde. Die Schweden griffen die Kaufleute bei der Walwiesche nicht weit von der Elbe. an. Der Kampflärm war bis Westerhüsen zu hören. Alle 15 Begleiter der Kaufleute wurden ermordet. Auch unter den Schweden gab es Verluste. Die Schweden plünderten die Wagen der Kaufleute und zogen dann weiter. Die ausgeplünderten Wagen standen im Fahrweg, die Leichen lagen außerhalb des Wegs. 
Die Westerhüsener meldeten den Vorfall umgehend an das Gericht des Domkapitulars in Magdeburg. Ein nach einiger Zeit zur Aufnahme der Angelegenheit entsandter Beamter ordnete die Beerdigung der Toten durch Westerhüsener Bauern gegen Entgelt an. Dies sollen sie dann widerwillig im Westerhüser Gehölz vorgenommen haben. 1931 wurde bei der Siedlung Willis Hof (Straße In der Mittelwiese) ein Bronzeadler gefunden, der möglicherweise den Rest eines schwedischen Helms darstellt.